# Уильямс, Фред (футболист, 1873)
Фре́дерик Уи́льямс (англ. Frederick Williams; 1873 — дата смерти неизвестна) — английский футболист, нападающий.

## Футбольная карьера
Уроженец Манчестера, Фред играл за клубы «Хэнли Свифтс» и «Саут Шор». В 1896 году стал игроком «Манчестер Сити». Дебютировал за клуб 28 ноября 1896 года в матче против «Бертон Уондерерс». Выступал за «Сити» на протяжении шести сезонов, сыграв в общей сложности 129 матчей и забив 38 мячей. В сезоне 1898/99 помог «Сити» выиграть Второй дивизион.
Летом 1902 года Уильямс перешёл к конкуренту «Сити», в «Манчестер Юнайтед». Дебютировал за клуб 6 сентября 1902 года в матче против «Гейнсборо Тринити» на стадионе «Нортхолм» — это был первый официальный матч «Манчестер Юнайтед» (в апреле 1902 года клуб, ранее называвшийся «Ньютон Хит», поменял название на «Манчестер Юнайтед»). В сезоне 1902/03 провёл за команду 10 матчей (8 — в лиге и 2 — в Кубке Англии) и забил два мяча. Оба своих мяча он забил с пенальти в Кубке Англии: первый — в ворота в ворота «Аккрингтон Стэнли» 1 ноября (это был первый в истории гол, забитый игроком «Манчестер Юнайтед» с одиннадцатиметровой отметки), второй — в ворота «Озэлтуизел Роверс» 13 ноября. После завершения сезона покинул команду.

## Достижения
Манчестер Сити
- Чемпион Второго дивизиона: 1898/99

## Статистика выступлений
| Клуб              | Сезон            | Лига | Лига | Кубок | Кубок | Итого | Итого |
| Клуб              | Сезон            | Игры | Голы | Игры  | Голы  | Игры  | Голы  |
| ----------------- | ---------------- | ---- | ---- | ----- | ----- | ----- | ----- |
| Манчестер Сити    | 1896/97          | 11   | 5    | 0     | 0     | 11    | 5     |
| Манчестер Сити    | 1897/98          | 22   | 7    | 1     | 0     | 23    | 7     |
| Манчестер Сити    | 1898/99          | 25   | 11   | 1     | 0     | 26    | 11    |
| Манчестер Сити    | 1899/00          | 31   | 7    | 2     | 0     | 33    | 7     |
| Манчестер Сити    | 1900/01          | 22   | 5    | 1     | 0     | 23    | 5     |
| Манчестер Сити    | 1901/02          | 13   | 3    | 0     | 0     | 13    | 3     |
| Манчестер Сити    | Итого            | 124  | 38   | 5     | 0     | 129   | 38    |
| Манчестер Юнайтед | 1902/03          | 8    | 0    | 2     | 4     | 12    | 4     |
| Манчестер Юнайтед | Итого            | 8    | 0    | 2     | 4     | 10    | 4     |
| Всего за карьеру  | Всего за карьеру | 132  | 38   | 7     | 4     | 139   | 42    |